# Фигейрополис-д’Уэсти
Фигейрополис-д’Уэсти (порт. Figueirópolis d'Oeste) — муниципалитет в Бразилии, входит в штат Мату-Гросу. Составная часть мезорегиона Юго-запад штата Мату-Гроссу. Входит в экономико-статистический микрорегион Жауру. Население составляет 3503 человека на 2006 год. Занимает площадь 890,949 км². Плотность населения — 3,9 чел./км².
Праздник города — 19 марта. 

## История
Город основан в 1971 году.

## Статистика
- Валовой внутренний продукт на 2003 год составляет 26 036 146,00 реалов (данные: Бразильский институт географии и статистики).
- Валовой внутренний продукт на душу населения на 2003 год составляет 6717,27 реалов (данные: Бразильский институт географии и статистики).
- Индекс развития человеческого потенциала на 2000 год составляет 0,705 (данные: Программа развития ООН).